# Carlien Dirkse van den Heuvel
Carlien Clemens Dirkse van den Heuvel ('s-Hertogenbosch, 16 april 1987) is een Nederlandse hockeyster. Op de Olympische Spelen van Londen in 2012 won zij goud met het damesteam. Ze speelde 203 interlands en scoorde hierbij 28 keer.
Dirkse van den Heuvel maakte op 17 mei 2008 haar debuut voor Oranje in een wedstrijd tegen Duitsland (2-1) op het toernooi om de Champions Trophy 2008 te Mönchengladbach, Duitsland. In de strijd om het brons werd op 25 mei 2008 met 3-0 gewonnen van China. Na dit toernooi werd de spits door bondscoach Marc Lammers niet geselecteerd voor de Olympische Spelen van Beijing.
Van den Heuvel begon haar hockeycarrière bij de Vlijmense Mixed Hockey Club. In de D-jeugd werd de overstap naar HC Den Bosch gemaakt, waar zij doorstootte tot het eerste damesteam. Sinds de zomer van 2007 komt zij uit voor Stichtsche Cricket en Hockey Club uit Bilthoven, in één team met haar zus Daniek Dirkse van den Heuvel.
In november 2018 stopte Dirkse van den Heuvel bij het Nederlands team.

## Olympische Spelen
In 2012 maakte Dirkse van den Heuvel wel deel uit van het olympisch team dat naar Londen ging. Tijdens het toernooi maakte ze twee doelpunten, scoorde ze de 1-0 tegen Zuid-Korea en in de finale de 1-0 tegen Argentinië. Op 10 augustus 2012 won ze samen met haar teamgenotes de gouden medaille.
Tijdens de Olympische Zomerspelen van 2016 reikte Dirkse van den Heuvel met het Nederlands hockeyteam tot de finale. Groot-Brittannië was hierin de tegenstander. Nadat de wedstrijd op 3-3 was blijven steken in de reguliere speeltijd bleek Groot-Brittannië een maatje te groot in de shoot-out-serie (0-2).

## WK Hockey
Tijdens het WK Hockey van 2014 in Den Haag speelde Dirkse van den Heuvel in de wedstrijd tegen Nieuw-Zeeland op 5 juni haar honderdste interland. In deze wedstrijd scoorde ze de 1-0, haar enige goal van dat toernooi. Later stond ze in de finale tegen Australië, waar ze met haar team de wereldtitel veroverde door met 2-0 van Australië te winnen.

## Belangrijkste prestaties
Dirkse van den Heuvel won met Den Bosch in de periode 2004-2007 driemaal de landstitel en driemaal de Europa Cup I.
- Champions Trophy 2008 te Mönchengladbach (Dui)
- Champions Trophy 2009 te Sydney (Aus)
- EK hockey 2009 te Amstelveen (Ned)
- WK hockey 2010 te Rosario (Arg)
- Champions Trophy 2011 te Amstelveen (Ned)
- EK hockey 2011 te Mönchengladbach (Dui)
- Champions Trophy 2012 te Rosario (Arg)
- Olympische Spelen 2012 te Londen (Eng)
- WK hockey 2014 te Den Haag (Ned)
- Champions Trophy 2016 te Londen (Engeland)
- Olympische Zomerspelen 2016 te Rio de Janeiro (Brazilië)
- Halve finale toernooi, Hockey World League 2017 te Brussel (België)
- EK hockey 2017 te Amstelveen (Ned)
- WK hockey 2018 te Londen (Engeland)

Marilyn Agliotti · 
Naomi van As · 
Merel de Blaey · 
Carlien Dirkse van den Heuvel · 
Margot van Geffen · 
Maartje Goderie · 
Eva de Goede · 
Ellen Hoog · 
Kelly Jonker · 
Kim Lammers · 
Caia van Maasakker · 
Kitty van Male · 
Maartje Paumen · 
Sophie Polkamp · 
Joyce Sombroek · 
Lidewij Welten ·
Coach: Max Caldas
Naomi van As · 
Willemijn Bos · 
Carlien Dirkse van den Heuvel · 
Margot van Geffen · 
Eva de Goede · 
Ellen Hoog · 
Kelly Jonker · 
Marloes Keetels · 
Laurien Leurink · 
Caia van Maasakker · 
Kitty van Male · 
Maartje Paumen · 
Joyce Sombroek · 
Maria Verschoor · 
Xan de Waard · 
Lidewij Welten ·
Coach: Alyson Annan